# غار لعل‌آباد
غار لعل آباد مربوط به مس و سنگ است و در شهرستان کرمانشاه، بخش مرکزی، دهستان میان دربند، ۸۰۰ متری شمال روستای لعل آباد واقع شده و این اثر در تاریخ ۲۵ آبان ۱۳۸۷ با شمارهٔ ثبت ۲۳۸۶۰ به‌عنوان یکی از آثار ملی ایران به ثبت رسیده است.